# Meliboeus aeratus
Meliboeus aeratus es una especie de escarabajo barrenador metálico del género Meliboeus, familia Buprestidae, orden Coleoptera.

## Taxonomía
Fue descrita por Mulsant & Rey en 1863 y publicada en Mulsant E. & C. Rey. Description de quelques Coléoptères nouveaux ou peu connus. Annales de la Société Linnéenne de Lyon 10:4-29. (1863).